# Lithospermum trinervium
Lithospermum trinervium är en strävbladig växtart som först beskrevs av Johann Georg Christian Lehmann, och fick sitt nu gällande namn av J.I.Cohen. Lithospermum trinervium ingår i släktet stenfrön, och familjen strävbladiga växter. Inga underarter finns listade i Catalogue of Life.